# Estat de Deseret
L'estat de Deseret (en alfabet Deseret: 𐐔𐐇𐐝𐐀𐐡𐐇𐐓) va ser una proposta d'estat dins els Estats Units promoguda per líders de l'Església de Jesucrist dels Sants dels Darrers Dies que havien fundat assentaments al que avui dia és l'estat de Utah. Un govern estatal provisional va funcionar durant gairebé dos anys entre 1849 i 1850, però mai va ser reconegut pel govern dels Estats Units. Segons el Llibre de Mormó, "deseret" significava "abella" en la llengua dels jaredites.

## Història

### Una propoposta de territori
Quan els membres de l'Església de Jesucrist dels Sants dels Darrers Dies, els pioners mormons, es van establir a la vall de Salt Lake prop del Gran Llac Salat el 1847, aleshores formava part de la República Mexicana, van voler establir-hi un govern que fos reconegut pels Estats Units.
Inicialment, el segon president de l'Església, Brigham Young, tenia la intenció de sol·licitar l'estatus com a territori i va enviar John Milton Bernhisel a Washington amb una petició d'estatus territorial. Adonant-se que Califòrnia i Nou Mèxic estaven sol·licitant l'admissió com a estats de la Unió, Young va canviar d'opinió i va decidir sol·licitar també l'estatus d'estat. Young i un grup d'ancians de l'església van formar una convenció a la ciutat de Salt Lake City, on ràpidament van redactar i adoptar una constitució estatal el 6 de març de 1849. Aquest es basava en el d'Iowa, un estat pel qual havien passat els mormons i alguns s'hi havien establert temporalment. L'estructura política de l'estat era bicameral amb 17 senadors a la cambra alta i 35 representants a la cambra baixa, tots ciutadans homes blancs lliures. El govern de l'estat també tenia un governador elegit, un tinent governador i un tribunal suprem. No obstant això, la constitució de l'estat no va fer cap esment al tema de l'esclavitud, que estava destrossant la nació a la dècada de 1850. La constitució estatal va entrar en vigor el 10 de maig. El govern va enviar els registres legislatius i la constitució a imprimir a Iowa ja que no existia cap impremta a l'extensa regió de la Gran Conca. Un cop feta, Almon W. Babbitt, amb una còpia dels registres formals i la constitució de l'estat, va anar a reunir-se amb Bernhisel a Washington per poder demanar l'estatus d'estat per a Deseret en lloc de l'estatus de territori.

### Límits de l'estat

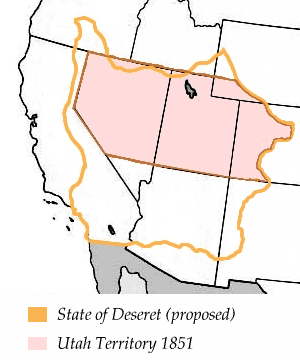
Límits de l'estat de Deseret en groc i del Territori de Utah en rosa.

L'estat provisional de Deseret abastava la major part del territori que els Estats Units havien forçat a Mèxic a cedir-los entre els anys 1846 i 1848, i que es coneix com a Cessió mexicana.
El Territori de Deseret hauria comprès aproximadament totes les terres entre les carenes muntanyoses de Sierra Nevada a l'oest i les Rocalloses a l'est, i entre la frontera sud inicial amb Mèxic i cap al nord per incloure parts del Territori d'Oregon (recentment dividit al llarg del paral·lel 49 de latitud per tractat amb els britànics), així com la costa sud de la carena de Santa Monica (incloent-hi els assentaments, missions i pobles existents de Los Angeles i San Diego). Això incloïa tota la conca hidrogràfica de la part superior del riu Colorado (excloent-hi les terres al sud de la nova frontera amb Mèxic de 1854), després de la Compra de Gadsden de 1854, així com tota l'àrea de la Gran Conca central. La proposta abastava gairebé tots els actuals estats de Utah i Nevada, grans porcions de l'est de Califòrnia juntament amb Arizona i parts de l'oest de Colorado i Nou Mèxic, el sud de Wyoming i Idaho, juntament amb el sud-est d'Oregon.
La proposta va ser dissenyada específicament per evitar disputes que poguessin provenir dels assentaments existents dels blancs nord-americans. En el moment de la seva proposta, la població existent de l'àrea de Deseret, inclòs el sud de Califòrnia, era escassa, ja que la major part de l'assentament de Califòrnia havia estat a les zones de la febre de l'or de Califòrnia de 1848-1849 al voltant de la badia de San Francisco i Sacramento, àrees no incloses a l'estat provisional. La frontera amb Nou Mèxic no va arribar al Río Bravo, una decisió intencionada per evitar enredar-se en les disputes de les fronteres occidental i nord-oest de Texas després que l'antiga República de Texas fos admesa com el 28è estat de la Unió el 1846. Deseret també va evitar envair la fèrtil vall de Willamette a l'oest d'Oregon, que havia estat molt transitada i poblada des de la dècada de 1840 amb el famós sender d'Oregon. Els planificadors van utilitzar "un mapa dibuixat pel cartògraf Charles Preuss i publicat per ordre del Senat dels Estats Units el 1848." Aquest mapa va ser dibuixat per Preuss basant-se en dades d'enquesta del famós oficial militar i explorador John Charles Frémont, i publicat l'any 1848.

### Govern
Abans de l'establiment del Territori de Utah, i en absència d'una altra autoritat, el govern provisional de Deseret es va convertir en el govern de facto de la Gran Conca. Es van celebrar tres sessions de la seva Assemblea General. El 1850, la legislatura va nomenar jutges i va establir un codi penal. Es van establir impostos sobre la propietat i es van prohibir els licors i els jocs d'atzar. Es va incorporar l'Església de Jesucrist dels Sants dels Darrers Dies i es va formar una milícia, basada en l'anterior Legió de Nauvoo (de Nauvoo, Illinois, on antigament es concentraven els pelegrins mormons).
La legislatura va formar inicialment sis comtats que només cobrien valls habitades. Aquests comtats abastaven inicialment només una petita part de l'àrea de Deseret i es van expandir a mesura que els assentaments van anar creixent.

### Bandera
Segons la majoria de descripcions, la bandera de Deseret era similar a la històrica bandera de l'estat d'Utah. No obstant això, no es va estandarditzar, i es van utilitzar diverses altres alternatives laiques i religioses. També es van informar de variants similars a la bandera estat-unidenca.

Un intent modern de recrear una bandera no oficial utilitzada per l'Església, basat en una descripció de 1877 de Don Maguire.
Bandera del desert tal com la representa la bandera del cim de l'Ensign Peak i creada per l'Església.
Reconstrucció d'una de les banderes que onejaven al cim de l'Ensign Peak durant la celebració del Dia dels Pioners el 24 de juliol de 1856.
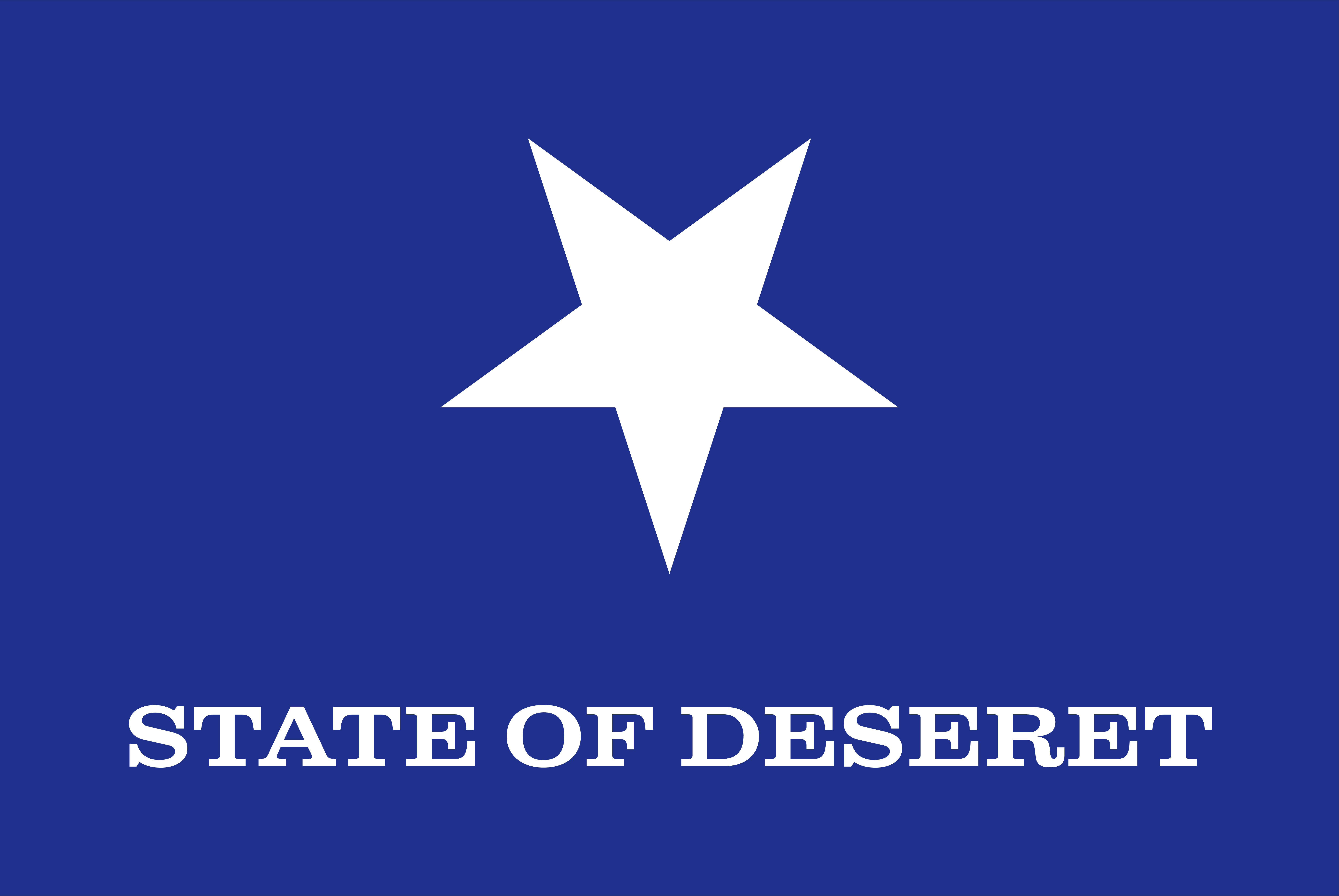
Recreació d'una bandera que va onar en un edifici de Salt Lake City el Dia de la Independència de 1855.
Reconstrucció de la bandera tal com es descriu als diaris contemporanis.

## Deseret a la ficció
- A la novel·la d'història alternativa de Ward Moore de 1953 Bring the Jubilee, ambientada en una realitat temporal alternativa on la Confederació va guanyar la Guerra Civil dels Estats Units i els Estats Units del Nord es van convertir en un estat corrupte i disfuncional, Deseret s'esmenta com l'únic estat pròsper a l'Extrem Oest de la Unió (on encara es practica la poligàmia).
- Al joc de taula Car Wars publicat per primera vegada el 1980, Utah es separa dels Estats Units sota el nom de República de Deseret després d'una segona guerra civil, però finalment accepta tornar-se a unir com a "regió autònoma". Es proporcionen detalls més específics al volum setè: Mountain West of The AADA Road Atlas and Survival Guide.[17] Segons la Car Wars Sixth Edition publicada per primera vegada el 2020, això passaria el 2065.
- A la sèrie Southern Victory de llibres de ficció alternatius posteriors a la Guerra Civil de Harry Turtledove i publicats de 1997 a 2007, els mormons de Utah intenten segregar-se dels Estats Units com a Deseret durant la suposada Segona Guerra de Mèxic i la Primera i Segona Gran Guerra. Això fa que l'Església sigui prohibida per aquest futurista govern dels EUA.
- Al joc d'estratègia Victoria II de Paradox Interactive, així com a la seva seqüela, Victoria 3, Deseret és una nació que pot obtenir la independència de Mèxic o dels Estats Units.
- A la novel·la d'història alternativa Cahokia Jazz de 2023 de Francis Spufford, Deseret és una república independent, que negocia una admissió a la Unió en la dècada de 1920 lleugerament diferent.